# Киргизская антропонимия
Кыргызская антропонимия — совокупность антропонимов, то есть собственных имён для именования человека в киргизском языке. Имеют долгую историю и прошли через ряд изменений. 
Среди мужских имён древнейшего времени можно назвать следующие: Токтобай, Карабек, Калдар, Абыке, Мечдибай. Современный киргизский именник отличается большим разнообразием и включает в себя как исконно киргизские, так и заимствованные имена (в основном из арабского, иранских и тюркских языков). Имеются также и искусственно созданные имена. Киргизские имена в русифицированной форме состоят из трёх (личное имя, отчество и фамилия), а в традиционной форме — из двух (личное имя, отчество) основных составляющих. 
Большинство собственно киргизских имён, как правило, поддаются прямому или косвенному переводу с киргизского языка. Например, женское имя «Айбике» переводится как «лунная красавица», а мужское имя «Абай» — как «предусмотрительный». 

## История развития
Различаются несколько исторических этапов развития киргизских имён. К именам древнетюркского периода (до 5-го века) относятся общетюркские имена, обозначающие традиционно национальные понятия: Алп (богатый), Айбаш (начало лунного месяца). В период с 5-го по 10-й век происходит обособление племени енисейских киргизов: в это время появляются такие имена как Буга, Барс, Боз-Каган и др. Затем, с 10-го по 15-й века в язык енисейских киргизов проникают имена, заимствованные у соседних (обычно тоже тюркских) народов (алтайцы, шорцы); к этим именам Бектур, Утар, Беглен. После перекочёвки на Тянь-Шань происходит становление киргизского эпоса, в котором отражены 146 национальных мужских имен и лишь 6 женских, среди которых Карабек, Абыке, Айдаркан. Подобные гендерные диспропорции объясняются героическим характером эпоса «Манас», основные действующие лица которого мужчины. В 20-м веке, в годы интенсивного русского и советского влияния киргызы получили фамилии, а также новые политизированные имена: Азат (свобода), Кенеш (Совет), Совхозбек, Колхозбек, Илич и т. п. В постсоветский период вновь получили распространение многие иностранные имена, преимущественно мусульманской тематики. Характерной чертой киргизского имени является частое употребление в конце слова слогов «бек», «бай» (бай, господин, хозяин) для мужского рода, гүл (цветок) и ай (луна) в начале или конце для женского.
В XIX—XX веках киргизское имя испытало сильное влияние русской морфологии. Обычно фамилию пишут перед именем; этот же порядок используется в упорядоченных по алфавиту списках и указателях (в том числе в заголовках статей классических энциклопедий). Отчество используется как в русифицированной, так и в тюркской форме с дополнительными словами уулу («сын») или кызы («дочь») в зависимости от пожелания человека, что также учитывается современным законодательством. Например, Акылай Мурат кызы — Акылай, дочь Мурата. При использовании тюркской формы имени (без фамилии) отчество в официальных документах обычно указывается как фамилия. 
Имеется также склонность менять руссифицированные окончания фамилий (-ов, -ев) на исконно киргизские окончание -тегин (принадлежность к роду, происхождение). Более того, рассматривается возможность добавления окончания -жерин (кирг. жер — «место, по месту происхождения, проживания»), соответствующее русскому (польскому) окончанию -ский, к фамилии. Переходят также с руссифицированных окончаний отчества -вич и -овна на киргизские/тюркские окончание -уулу(н) и -кызы(н). Пример написания ФИО по этой тенденции: кирг. Асантегин Үсөн Жаңыбайуулун — рус. Асанов Усон (Юсён) Жаныбаевич, кирг. Александртегин Александр Александруулун — рус. Александров Александр Александрович. 

## Фамилия
Русифицированная форма фамилии обычно имеет суффиксы -ов, -ев. При этом последняя буква «ы» имени, от которого образуется фамилия, заменяется на «и». Например, имя «Осмоналы» — фамилия «Осмоналиев», Аалы — Аалиев.
Поскольку русифицированные фамилии появились у кыргызов сравнительно недавно, то пока нет устоявшейся традиции передачи её в неизменном виде последующим поколениям по мужской линии. В первом поколении у имеющих фамилии они были образованы от имени отца, во втором обычно от имени деда. Далее возможны различные варианты — оставить старую фамилию или дать новую.

## Популярные имена
Самые популярные имена для новорожденных в Киргизии по итогам 11 месяцев 2021 года:
| №  | мальчиков | число | девочек | число |
| -- | --------- | ----- | ------- | ----- |
| 1  | Мухаммад  | 4537  | Салиха  | 3107  |
| 2  | Умар      | 4132  | Раяна   | 2864  |
| 3  | Али       | 2632  | Амина   | 2604  |
| 4  | Амир      | 2164  | Фатима  | 2436  |
| 5  | Билал     | 2129  | Айлин   | 2383  |
| 6  | Алихан    | 2112  | Алия    | 2040  |
| 7  | Алинур    | 2063  | Сафия   | 1968  |
| 8  | Нурислами | 1910  | Аруузат | 1928  |
| 9  | Эмир      | 1681  | Хадича  | 1894  |
| 10 | Усман     | 1481  | Альфия  | 1731  |